# Сербская радикальная партия
Сербская радикальная партия (серб. Српска радикална странка, СРС) — националистическая неофашистская партия в Сербии. Партия основана в 1991 Воиславом Шешелем в Белграде в результате слияния двух националистических организаций — Народной радикальной партии и Национального движения четников. Выступает против сближения Сербии и ЕС, за территориальную целостность Сербии и за тесное сотрудничество Белграда с Москвой и Пекином. На парламентских выборах 2008 года получила 29,46 % голосов и 78 мест в парламенте. После раскола в рядах партии у неё осталось 58 мандатов. Радикалы имеют своё представительство в Черногории — партия сербских радикалов Черногории, Боснии и Герцеговине — Сербская радикальная партия Республики Сербской, а также в Хорватии и Северной Македонии. Отряды сербских радикалов под руководством своего лидера Воислава Шешеля участвовали в военных действиях в Боснии и Хорватии в начале 90-х годов.

## Программа
Основные программные положения партии:
- создание Великой Сербии, как наиболее важная политическая цель. По словам Шешеля, идея Великой Сербии является смыслом партии. Великая Сербия по мысли Шешеля должна объединить территории современных Сербии (включая Косово), Черногории, сербские районы Боснии (Республика Сербская), Хорватии (Республика Сербская Краина) и Северной Македонии[2]. Метод достижения этой цели в 2000-е годы стал рассматриваться только политический. После парламентских выборов 2003 года лидера партии Николич (ещё до выхода из СРП) подтвердил, что будет добиваться создания Великой Сербии лишь дипломатическим путём[3].
- унитарная парламентская республика с однопалатным парламентом и избираемым им правительством[2]
- либеральная экономика, полная приватизация государственной собственности (кроме телекоммуникации, энергетики и путей сообщения), неприкосновенность частной собственности, свобода на рынке и привлечение иностранных инвестиций[2].
- в социальной сфере — предоставление социальных выплат только нуждающимся, замена обязательного социального страхования на добровольное и частное[2].
- во внешней политике — против вступления в НАТО по причинам как нападения Альянса на Югославию 1999 года, так и потому, что членство в НАТО усилит бедность населения Сербии[4]. Также Сербская радикальная партия выступает против вступления Сербии в Европейский Союз. По мнению партии Сербия должна развивать сотрудничество с Россией, Индией, Китаем, Японией, арабскими и южноамериканскими странами[4]. Также выступает за сотрудничество с Китаем и Движением неприсоединения и за восстановление сербского суверенитета над Косово и Метохией.
- в идеологическом плане — осуждение югославизма (по мнению партии создание Югославии повлекло «геноцид» сербов) и коммунизма[2]. Также выступает за национальное и православное патриотическое воспитание. При этом партия отводит особое место государству, считая, что оно должно активно взаимодействовать с Сербской православной церковью. Партия хочет, чтобы сербский народ «с помощью государства вернулся под крыло своей Церкви»[2].

## Раскол
В сентябре 2008 года партию покинул её фактический лидер Томислав Николич и образовал свою Сербскую прогрессивную партию и фракцию в Скупщине с 20 депутатами, также покинувшими ряды радикалов и примкнувшими к Николичу. Разногласия, по мнению многих, возникли из-за конфликта лидера партии Воислава Шешеля и Николича, который хотел сделать партию более умеренной в национальном вопросе и перенести акцент её политики с защиты территориальной целостности Сербии на социально-экономические проблемы страны, таким образом практически согласившись со сближением Сербии и ЕС, против чего всегда выступал Шешель.
Томислав Николич образовал свою партию — Сербская прогрессивная партия, причем, как показали соцопросы, её рейтинг взлетел за первую неделю существования до 21 %, а рейтинг радикалов упал до 7 %.
4 июля 2012 года несколько бывших депутатов Сербской Радикальной Партии: Александр Мартинович, Драган Стеванович, Марина Рагуш и Владан Еремич перешли в Сербскую Прогрессивную Партию. Бывший функционер СРС объяснил, что причиной его перехода в лагерь напредняков стало то, что у Сербской радикальной партии нет перспектив из-за того каким образом ей руководят и из-за кадровых решений, сделанных после выборов. На вопрос о том, почему он выбрал именно Сербскую прогрессивную партию, ту партию, которую он с коллегами жестко критиковал в республиканском парламенте, Мартинович ответил, что в тот момент такова была политика партии.

## Статистика на выборах

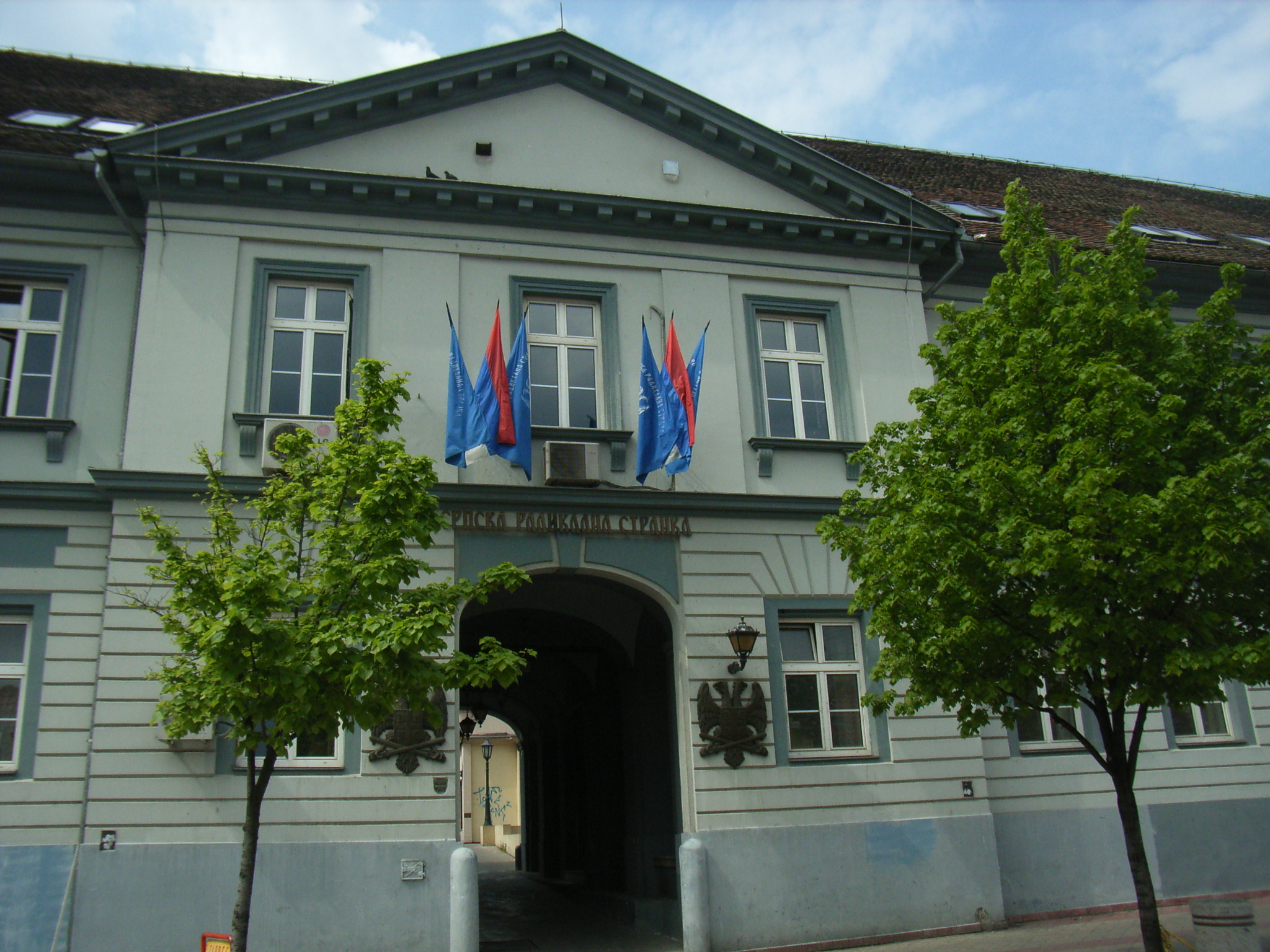
Штаб-квартира Сербской радикальной партии в Земуне, Белград

| Год  | Голосов   | в процентах | Мандатов |
| ---- | --------- | ----------- | -------- |
| 1992 | 1 066 765 | 22,58 %     | 73       |
| 1993 | 595 467   | 15,9 %      | 39       |
| 1997 | 1 162 216 | 28,08 %     | 82       |
| 2000 | 322 333   | 8,6 %       | 23       |
| 2003 | 1 069 212 | 27,61 %     | 82       |
| 2007 | 1 153 453 | 28,59 %     | 81       |
| 2008 | 1 219 436 | 29,46 %     | 78       |
| 2012 | 180 558   | 4,63 %      | 0        |
| 2016 | 306 052   | 8,10 %      | 22       |
| 2020 | 65 954    | 2,05 %      | 0        |
| 2022 | 82 066    | 2,22 %      | 0        |
| 2023 | 55 783    | 1,51 %      | 0        |

| Год              | Кандидат         | %                                                      |
| ---------------- | ---------------- | ------------------------------------------------------ |
| 1997             | Воислав Шешель   | победитель — 49,10                                     |
| 1997 (повторные) | Воислав Шешель   | 2 место — 37,47                                        |
| 2000             | Томислав Николич | 3 место — 5,79                                         |
| 2002             | Воислав Шешель   | 3 место — 23,24                                        |
| 2002 (повторные) | Воислав Шешель   | 2 место — 36,08                                        |
| 2004             | Томислав Николич | победитель в I туре — 30,60 2 место во II туре — 45,40 |
| 2008             | Томислав Николич | победитель в I туре — 39,99 2 место во II туре — 47,97 |
| 2012             | Ядранка Шешель   | 7 место (из 12) — 3,78                                 |
| 2017             | Воислав Шешель   | 5 место (из 11) — 4,48                                 |
| 2022             | нет              | —                                                      |

## Известные члены
- Воислав Шешель — один из основателей партии. По результатам парламентских выборов 2022 года покинул пост её лидера[7]. По результатам парламентских выборов 2023 года покинул пост лидера повторно[8].
- Неманья Шарович — заместитель председателя партии.
- Зоран Красич — вице-президент партии.
- Верица Раде — бывший член парламента в Национальном собрании Республики Сербия.
- Aнa Симонович — генеральный секретарь партии.
- Ядранка Шешель — жена Воислава Шешеля. Была кандидатом партии на президентских выборах в Сербии 2012 года.
- Драган Тодорович — бывший вице-президент партии.
- Божидар Делич — генерал армии Сербии в отставке и бывший вице-президент Национального собрания Республики Сербия.
- Лидия Вукичевич — бывший член парламента в Национальном собрании Республики Сербия.
- Никола Шешель — редактор сайта и Сербской радикальной партии и сайта о Воиславе Шешеле.
- Милорад Буха — премьер-министр Республики Сербская Краина в изгнании, бывший депутат Национального Собрания Республики Сербия.